# Five-Percent Nation
Five-Percent Nation (em inglês: Five-Percent Nation; lit. Nação dos Cinco Por Cento), às vezes chamada de Nation of Gods and Earths (em inglês: Nation of Gods and Earths; lit. Nação dos Deuses e Terras) ou Five Percenters (em inglês: Five Percenters; lit. Cinco Por Cento), é uma organização afro-americana fundada no Harlem em 1964 por Clarence 13X, um ex-membro da Nation of Islam.[carece de fontes?]

## Crenças
Clarence 13X (Clarence Smith), um ex-aluno de Malcolm X, deixa a Nation of Islam depois de uma disputa com Elijah Muhammad sobre o ensinamento de Elijah de que o homem branco era o diabo, mas ele não ensinou isso o homem negro era Deus. Clarence 13X ficou conhecido como Allah o Pai.
Os membros do grupo são chamados de cinco por cento de Allah, referindo-se ao conceito de que 10% da população mundial saberia a verdade sobre a existência de Deus e que essas elites e seus agentes escolheriam manter 85% da população em ignorância e sob seu controle. Os 5% restantes sabem a verdade e estão determinados a esclarecer 85%.